# 12 septembre 1995
Le mardi 12 septembre 1995 est le 255e jour de l'année 1995.

## Naissances
- Benjamin Thomas, coureur cycliste français
- Dario Van den Buijs, joueur de football belge
- Filippo Zaccanti, coureur cycliste Italien
- Henrik Holm, acteur
- L. J. Collier, joueur américain de football américain
- Lee Sang-ho, snowboardeur sud-coréen
- Leonie Tepe, actrice allemande
- Maky Lavender, rappeur montréalais
- Mike Havekotte, footballeur néerlandais
- Raphael Dwamena, footballeur ghanéen
- Ryan Potter, acteur américain
- Steven Gardiner, athlète bahaméen

## Décès
- Ernest Pohl (né le 3 novembre 1932), footballeur polonais
- Grahame Clark (né le 28 juillet 1907), anthropologue, archéologue et préhistorien britannique
- Jeremy Brett (né le 3 novembre 1933), acteur britannique (1933-1995)
- Katherine Locke (née le 24 juin 1910), actrice américaine
- Larry Gales (né le 25 mars 1936), contrebassiste et compositeur de jazz
- Louis Bodez (né le 24 avril 1938), joueur de football français
- Tom Helmore (né le 4 janvier 1904), acteur américain

## Événements
- Découverte de l'astéroïde (20109) Alicelandis
- Début de l'ouragan Ismael et fin de l'ouragan Luis
- Sortie du troisième album studio du chanteur portoricain Ricky Martin : A medio vivir
- Sortie du quatrième album de Lenny Kravitz : Circus
- Sortie du sixième album du groupe américain de rock alternatif Red Hot Chili Pepper : One Hot Minute
- Sortie du quatrième et ultime album studio du groupe de Death metal américain Autopsy Shitfun
- Sortie de la chanson Fantasy de Mariah Carey